# شركة مطارات ماليزيا
مطارات ماليزيا القابضة بيرهارد (MYX) هي شركة مطارات ماليزية والتي تدير معظم المطارات في ماليزيا . كانت الشركة مؤخرًا[متى؟] منحت واجب إدارة المطارات في الوجهات الدولية. يقع مكتبها الرئيسي في مكتب شركة مطارات ماليزيا في بريساران كوربوريت كليا في مطار كوالالمبور الدولي (KLIA)، سيبانغ، سيلانجور. 

## روابط خارجية
- الموقع الرسمي